# Centre de perfectionnement aux affaires
O Centre de perfectionnement aux affaires de Paris (CPA Paris) é um centro privado francês de ensino técnico superior criado em 1929 pela Câmara de Comércio e Indústria de Paris sob o nome de Centre de perfectionnement aux affaires. A sua missão original era formar de forma pragmática profissionais de gestão empresarial utilizando novos métodos de ensino, especialmente os da Universidade Harvard, com a ajuda de Georges Doriot, um dos primeiros graduados franceses.
Em 1999, o CPA foi integrado na Escola de Altos Estudos Comerciais de Paris e desde 2002 lecciona o programa “MBA Executivo”. A CPA está sediada em Paris, mas oferece os seus programas em Jouy-en-Josas.
Seguindo o modelo da CPA de Paris, as câmaras de comércio e indústria de outras regiões de França (Lyon, Nice, Toulouse, Lille, etc.) criaram outras CPAs. Desde 2006, no EM Lyon e na Toulouse Business School, à qual a CEPI Management se juntou para o CCI Grand Lille em 2011, o CPA ministra um Programa Avançado de Gestão (AMP), com o objetivo de continuar a promover a formação de líderes por líderes enquanto beneficiando de apoio acadêmico de escolas de negócios.
Em 2002, o EMBA HEC obteve o credenciamento da Association of MBAs.
A CPA Paris emite um diploma reconhecido pelo Estado ao nível de mestrado.

## Graduados famosos
- Patrick Le Lay, um executivo francês
- Jérôme Stoll, um alto executivo da indústria automobilística francesa,